# Căușeni
Căușeni je moldavské město a správní centrum okresu Căușeni.
Při sčítání lidu v roce 2014 zde žilo 15 939 obyvatel, z toho 12 056 Moldavanů, 1 119 Rumunů, 747 Rusů, 545 Ukrajinců, 204 Bulharů, 69 Gagauzů, 12 Romů a 1 187 ostatních/nepřihlášených.

## Historie

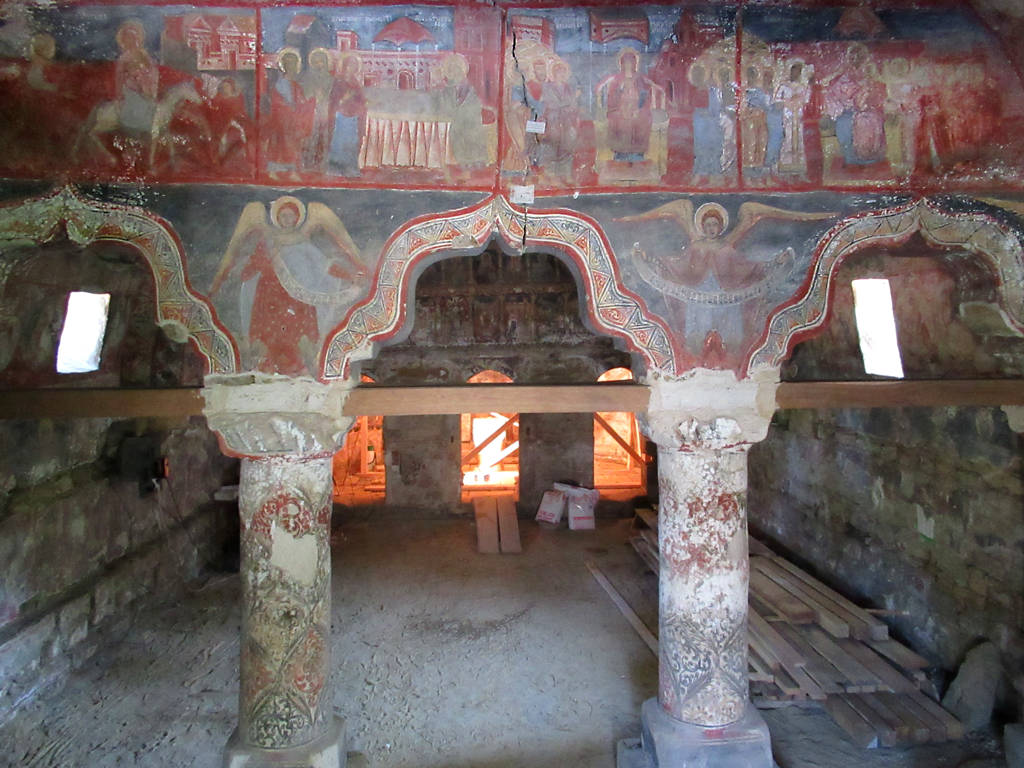
Vnitřek kostela

Kostel Nanebevzetí Panny Marie ze 17. století je nejstarší dochovanou stavbou ve městě. Nachází se více než 0,91 m pod úrovní terénu a uchovává jedinou středověkou fresku v Moldavské republice. Interiéry, které vytvořili valašští malíři v pozdně byzantsko-rumunském stylu, obsahují náboženské výjevy a ikonografii v zářivých červených, zlatých a modrých barvách.
Kdysi to byl živý židovský štetl. V roce 1897 zde žilo 45 % obyvatel (1 675) židovského původu, většina z nich pracovala v zemědělství.

## Kultura
Síť kulturních institucí tvoří okresní kulturní dům a veřejné knihovny. V kulturním domě působí amatérské umělecké kolektivy, z nichž 6 získalo titul lidových kolektivů. V roce 1995 se soubor lidových písní a tanců "Spicușor" a folklorní kolektiv "Baștina" zúčastnily rumunského folklorního festivalu, odkud se vrátily s prvním a druhým místem.

## Osobnosti

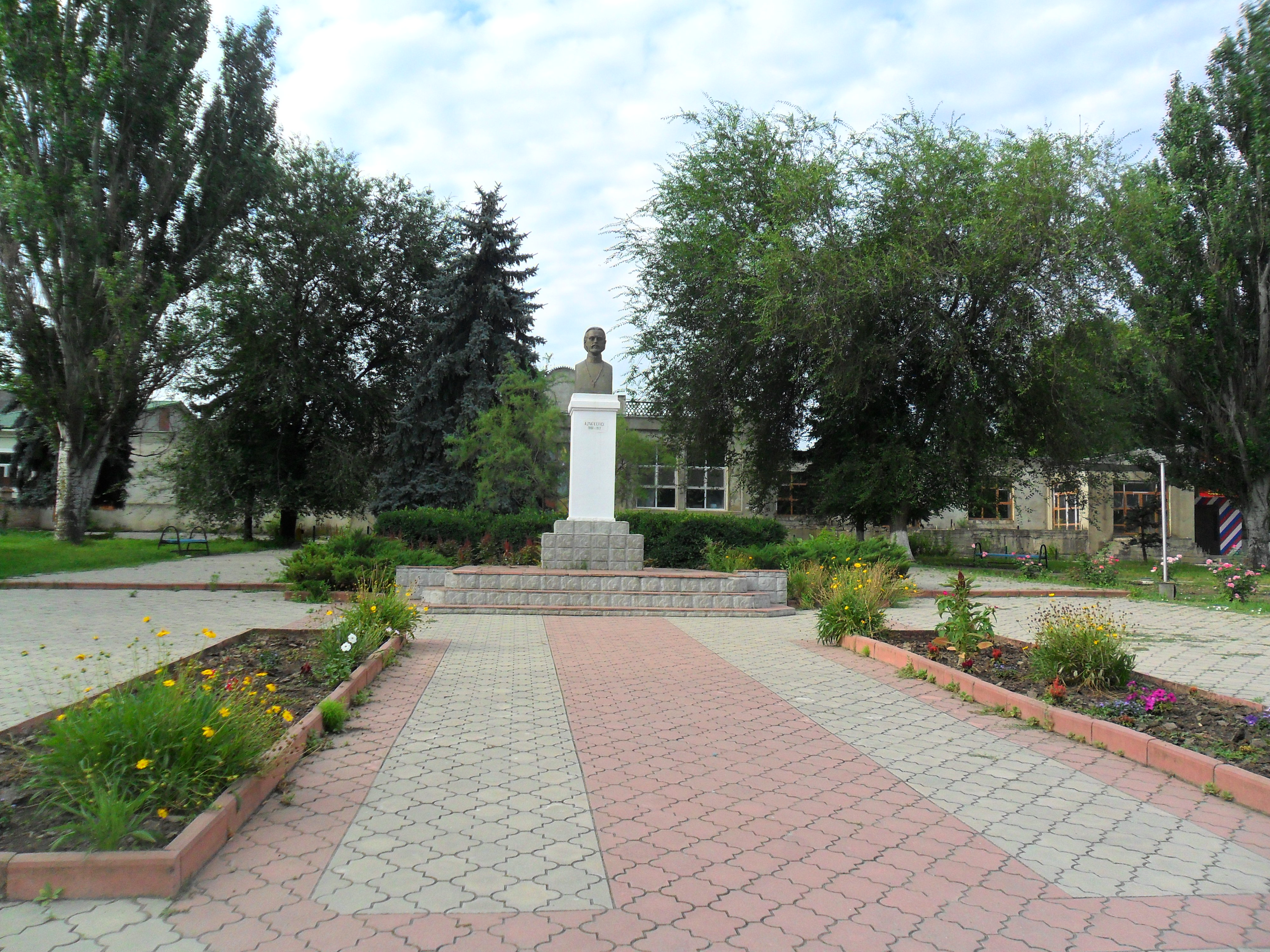
Busta Alexeie Mateeviee a některé pozemky na konci centrálního bulváru.

### Rodáci
- Vladimir Berezinski (1894-1959), sovětský dramatik, scenárista a režisér.
- Etel Natansonová (1920-1998), moldavská sovětská pedagožka a psycholožka.
- Victor Tulbure (1925-1997), básník
- Iacov Copanschi (1930-2006), sovětský a moldavský historik a profesor, doktor historických věd.
- Lev Berinski (* 1939), ruský a izraelský básník a překladatel.
- Grigore Grigoriu (1941-2003), moldavský herec.
- Sergej Berinski (1946-1998), sovětský a ruský skladatel, muzikolog a hudební kritik.
- Anatol Petrencu (* 1954), moldavský politik a vědec.
- Tania Popa (* 1973), rumunská herečka
- Veaceslav Platon (* 1973), moldavský politik a podnikatel
- Bianna Golodryga (* 1978), americká televizní moderátorka
- Oleg Țulea (* 1980), moldavský politik
- Ioan Găină (* 1962), spisovatel, muziograf

## Galerie

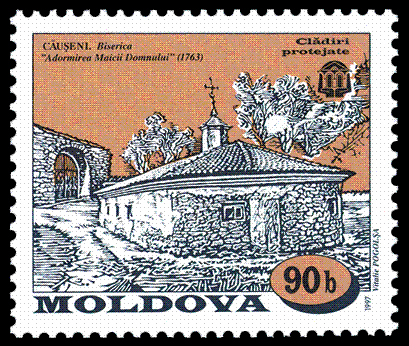
Kostel Nanebevzetí Panny Marie na známce z roku 1997